# Ojerelne, Polohî
Ojerelne (în ucraineană Ожерельне) este un sat în comuna Basan din raionul Polohî, regiunea Zaporijjea, Ucraina.

## Demografie
Componența lingvistică a localității Ojerelne
     Ucraineană (93,82%)
     Rusă (5,46%)
     Alte limbi (0,48%)
Conform recensământului din 2001, majoritatea populației localității Ojerelne era vorbitoare de ucraineană (93,82%), existând în minoritate și vorbitori de rusă (5,46%).